# Kian Soltani
Kian Soltani (tiếng Ba Tư: کیان سلطانی; sinh ngày 3 tháng 6 năm 1992) là nghệ sĩ cello Áo-Iran, sinh tại Bregenz trong một gia đình nhạc sĩ người Iran. Anh từng giữ vai trò nhạc công cello chính trong West-Eastern Divan Orchestra của Daniel Barenboim, nơi mà anh trở nên nổi tiếng khi biểu biễn ba bản Concerto của Beethoven trong chuyến lưu diễn hòa tấu năm 2015.
Anh bắt đầu chơi lúc 4 tuổi, năm 12 tuổi anh bắt đầu học với Ivan Monighetti tại Basel Music Academy. Anh hoàn tất việc học với tư cách là thành viên của Chương trình nghệ sĩ độc tấu trẻ tại Kronberg Academy ở Taunus, Đức, và Học viên âm nhạc quốc tế tại Liechtenstein. Anh hiện tại là nghệ sĩ tại Residentie Orchestra ở The Hague mùa 2018-2019.

## Giải thưởng và cuộc thi
Soltani được trao giải thưởng nghệ sĩ trẻ Credit Suisse tại Lucerne Festival vào năm 2017  và giải thưởng Bernstein tại Schleswig-Holstein Musik Festival vào năm 2017. Anh còn nhận giải Luitpold (tiếng Đức: Luitpoldpreis) của lễ hội Kissinger Sommer vào năm 2014. Vào năm 2013, anh giành giải nhất tại Paulo Cello Competition tại Helsinki, Phần Lan. Anh còn giành giải nhất tại cuộc thi cello quốc tế Karl Davidoff tại Latvia và cuộc thi cello quốc tế 'Antonio Janigro' tại Croatia, và trở thành thành viên của tổ chức Anne-Sophie Mutter vào năm 2014.

## Thu âm
Kian Soltani đã đã ký hợp đồng thu âm độc quyền với Deutsche Grammophon vào năm 2017. Album đầu tay Home được phát hành vào tháng 2 năm 2018, cùng với Schubert và Schumann trình bày ca khúc dân ca được sáng tác bởi Reza Vali và chính Soltani.